# Oregon Team
L'Oregon Team è una scuderia automobilistica italiana.

## Storia

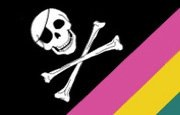
La bandiera dei pirati, simbolo dell'Oregon Team.

Fondato nel 1986 da Piergiorgio Testa e Federico "Jerry" Canevisio, il gruppo ha conosciuto una rapida espansione: ha infatti vinto il suo primo campionato italiano Autocross nel 1990 con Canevisio, cui ha fatto seguito un periodo di vittorie fino a quando, nel 1994 e nel 1995, ha conquistato il campionato italiano di Formula Monza con Elio Pittaluga.
Nel 1996 il Team si affaccia all'Europa partecipando all'Eurocup Formula Renault, ma dal 1997 torna in Italia per prendere parte al campionato Italiano Megane, organizzato dalla Renault, ottenendo diverse vittorie culminate nella vittoria della Coppa Megane Elf Sport Cup Italia Junior ad opera di Davide Cazzaniga. Lasciata la Megane, dal 2000 al 2003 l'Oregon Team affronta il campionato europeo correndo con le Clio, della Renault, e conquistandolo per tre anni di fila. Il 2004 è l'anno della svolta: per la prima volta dopo 8 anni il Team partecipa al Campionato Europeo Turismo con un'Alfa Romeo, risultando primo nella classifica dei team indipendenti di quell'anno. Nel 2005 torna con la Renault per correre il campionato Eurocup Megane Trophy, nell'ambito della World Series by Renault, con una Megane Trophy V6. Nel 2011, nel 2012 e nel 2013 il team ha vinto sia il campionato riservato a piloti che quello riservato alle squadre.